# Viljem Rupnik
Viljem Rupnik, slovenski matematik in ekonomist * 21. maj 1933. Ljubljana
Rupnik je leta 1959 diplomiral iz matematike na ljubljanski Prirodoslovno matematični fakulteti, 1961 iz ekonomije na EF v Ljubljani, ter 1962 prav tam tudi doktoriral, se 1964/65 kot Fordov štipendist izpopolnjeval v ZDA, leta 1982 pa je doktoriral tudi na FNT v Ljubljani, kar pomeni, da se mu štejejo/priznavajo trije doktorati (dddr.). Rupnik je bil v letih 1956−91 zaposlen na EF v Ljubljani, od 1974 kot redni profesor. Raziskoval je matematično modeliranje mikroekonomskih struktur in opravljal raziskovalno delo, povezano z upravljalskimi vprašanji ter vprašanji neterminalnega upravljanja linearnih sistemov. Pri Raziskovalnem centru EF v Ljubljani je razvil matematično teorijo ekonomske integracije in teorijo proizvodnje kot aplikacijo splošne matematične teorije sistemov ter dokazal eksistenčne izreke multikriterialne upravljivosti dinamičnih sistemov. 
Leta 1969 je med prvimi prejel Kraigherjevo nagrado (GZS) za dosežke v gospodarstvu oziroma ekonomiji, svečano listino in zlato plaketo Univerze v Ljubljani (1990), po upokojitvi pa je bil imenovan za zaslužnega profesorja ljubljanske univerze (2003).

## Dela
- Zvezno dinamično linearno programiranje (1978)
- Ekonomika informacijskih sistemov (soavtorja Janez Grad in Gortan Resinovič: 1985)
- Matematika II (soavtorja Ludvik Bogataj in Dušan Hvalica: 1987, 1992)
- Teorija faktorjev integrabilnosti gospodarstva in njihovo praktično modeliranje (1996)
- Manifest nove ekonomije (soavtor, ur. Gojko Stanič)
- Dominacija kapitala - klopka čovječanstva (soavtor Dragomir Sundać, 2005)